# Нейтронна бомба
Нейтро́нна бо́мба — офіційно визначена типом посиленої радіаційної зброї (ПРЗ), являє собою термоядерну зброю із низькою потужністю, розроблену для максимізації летального нейтронного випромінювання в безпосередній близькості від вибуху при мінімізації фізичної сили самого вибуху. Вивільненню нейтронів, згенерованому в результаті реакції ядерного синтезу, навмисно дозволяється йти зі зброї, а не поглинатися іншими її компонентами. Вибух нейтронів, що використовується як первинна руйнівна дія бойової частини, здатний проникати ворожу броню ефективніше, ніж звичайна бойова частина, так роблячи її більш смертельною, як тактичну зброю. Точні наслідки нейтронної бомби залишаються невідомими, але перспективи її розвитку та використання протягом багатьох років викликають суперечки. Концепція первісно була розроблена США наприкінці 1950-х — початку 1960-х. Це бачилося як «чистіша» бомба для використання проти масованих радянських бронетанкових дивізій. Оскільки вона застосовуватиметься над союзними країнами, особливо Західною Німеччиною, то зменшення шкоди від  вибуху розглядалося як важлива перевага.
ПРЗ вперше були оперативно розгорнуті проти антибалістичних ракет (АБР). В цій ролі вибух нейтронів має викликати частковий розпад найближчих бойових частин, запобігаючи їм належно вибухнути. Щоб виконати цю роботу, АБР повинна вибухнути протягом близько 100 метрів від власної цілі. Першим прикладом такої системи була W66, використана на ракеті Sprint, що використовувалась в американській системі Nike-X. Вважається, що радянський еквівалент, ракета 53T6 комплексу протиповітряної оборони міста Москва А-135, використовує аналогічну будову.
Зброя була знов запропонована для тактичного використання США в 1970-х і 1980-х, а у 1981-му для MGM-52 Lance розпочалося виробництво W70. В той час вона зазнавала критики ,через зростаючий антиядерний рух, який набирав сили того періоду. Опозиція була настільки сильною, що європейські лідери відмовилися прийняти її на своїй території. Президент Рональд Рейган поступився тиску, і побудовані зразки W70-3 залишалися складовані в США, доки не були зняті з озброєння 1992-го. Остання W70 була розібрана в 2011 році.

## Історія

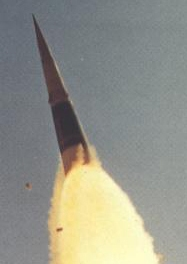
Протиракета Sprint — носій нейтронних боєголовок W66

Дослідження нейтронної бомби розпочато у США 1958 року. Повідомлення про те, що нейтронна бомба знаходиться у стадії розробки були опубліковані на початку 60-х років. Випробування відбулося на підземному полігоні у Неваді 1963 року. Хоча про нейтронну бомбу існує думка, нібито вона залишає матеріальні цінності неушкодженими, це зовсім не так. Адже потужність вибуху хоч і є мінімальною серед ядерних боєприпасів, все одно становить еквівалент 1 тисячі тонн тротилу. Навіть якщо врахувати, що більша частина цієї енергії (75 %) вивільнюється у вигляді нейтронів, все одно вибух набагато сильніший за будь-які звичайні (неядерні) боєприпаси. Поблизу епіцентру вибуху руйнування буде суцільним, а в межах радіусу нейтронного ураження (близько 1 км) більшість споруд буде знищено або значно пошкоджено ударною хвилею.

### 1970-ті: використання в протиракетній обороні США
Метою розробки нейтронних боєприпасів на той час було їх використання на великих висотах (у розрідженій атмосфері чи у космосі), зокрема як елементу протиракетної оборони (ПРО). Справа в тому, що кінетичні перехоплювачі ракет потребують майже прямого попадання, що є надзвичайно складним, а основний вражаючий фактор звичайної ядерної зброї — ударна хвиля — у розрідженому повітрі (а тим більше — у космосі) є неефективною. Потік же нейтронів проникає через обшивку ракети і може вивести з ладу системи наведення або систему підриву боєзаряду. Також вони можуть викликати частковий поділ ядерного заряду у ракеті. Малоймовірно, що це призведе до передчасного вибуху, але спричинить сильний нагрів боєголовки і теж може вивести з ладу деякі компоненти. Крім того взаємодія нейтронів з атомним зарядом спричинить наведену радіацію, що дозволить надійно ідентифікувати справжню ядерну боєголовку на тлі звичайних.
Перші нейтронні боєприпаси використовувалися в системі протиракетної оборони США Safeguard і були поставлено на озброєння 1974 року. Вони були спроектовані Семюєлом Коєном і зроблені у Ліверморській лабораторії. Це були боєголовки W66 для протиракет Sprint, що розгорталася у середині 1970 років. 1978 року після протестів щодо розгортання нейтронних боєголовок у Європі, президент Джиммі Картер призупинив їх виробництво[джерело?]. Боєголовки були демонтовані разом з ракетами невдовзі після того.

### 1980-ті: засіб «точного» стримування на європейському ТВД
1981 року президент Рональд Рейган поновив виробництво нейтронних зарядів.
Використання такої зброї у 80-х роках було зумовлено тим, що в умовах досягнутого країнами Варшавського договору істотної переваги за чисельністю бронетехніки на європейському театрі военних дій над країнами НАТО одним з основних стримуючих чинників стала тактична ядерна зброя, розміщена США в Західній Європі.
Незважаючи на те, що завдяки наявності броньованого корпусу та системи фільтрації повітря така техніка здатна протистояти основним вражаючим факторам звичайного ядерного вибуху (ударна хвиля, світлове і гамма-випромінювання, радіоактивне зараження місцевості тощо), бронетехніка залишалася вразливою по відношенню до нейтронного випромінювання ядерного вибуху завдяки тому, що потік нейтронів досить легко проходить навіть через товсту стальну броню.
Разом з тим, застосування в урбанізованих умовах європейського ТВД тактичних ядерних зарядів потужністю близько 10 кт призвело б до неприйнятного супутнього збитку: при радіусі цільового ураження екіпажів танків ~ 700 м радіус руйнування міських будівель досягав ~ 1200 м. Вирішенням цієї проблеми стала розробка і прийняття на озброєння термоядерних зарядів малої потужності, в яких Більша частина енергії вибуху припадала на нейтронне випромінювання (reduced blast / enhanced radiation, RB / ER). В результаті для збереження радіусу ураження екіпажів важкої бронетехніки в 700 м було досить RB/ER-заряду потужністю в 1 кт, при цьому радіус руйнування будівель знижувався до 400 м (зменшення площі руйнувань в ~ 9 разів).
На озброєнні армії США знаходилися два види зарядів:
- боєголовка W70 mod 3 для тактичних ракет «Ланс» (MGM-52 Lance) — вироблено 380 одиниць.
- W79 mod 0 — артилерійські снаряди для стандартної 203-мм гаубиці — вироблено 325 одиниць.

Їх демонтаж і ліквідацію розпочали лише 1992 року, вже після закінчення Холодної війни. Розбирання W70 було завершено 1996 року, а W79 були остаточно ліквідовані 2003 року.

### Нейтронна зброя інших країн
24 червня 1980 року на атолі Муруроа здійснила випробування нейтронної бомби Франція.
Нейтронні заряди вироблялася Францією на початку 80-х років, хоча з тих часів вся ця зброя була знищена.
Деякий запас нейтронних боєприпасів було створено Південно-Африканською Республікою незадовго до закінчення правління білої меншини, але ще до передачі влади уряду Нельсона Мандели було оголошено про знищення цієї зброї.
Згідно зі «звітом Кокса» 1999 року нейтронну зброю здатен виробляти Китай. Програма розробки нейтронної бомби Китаєм була розпочата наприкінці 1980-х і з тих же причин, що і в США — для протистояння нарощування танкових угруповань СРСР біля кордонів КНР. Перше успішне випробування RB / ER-заряду було проведено 29.09.1988 р, однак на даний час відомостей про прийняття на озброєння і / або розгортанні нейтронних зарядів в КНР немає.
На думку Самюєля Коена (винахідника нейтронної бомби) таку зброю мають у своїх арсеналах Росія та Ізраїль

## Захист
Найкращий природний захист від нейтронного випромінювання надають матеріали із вмістом водню та інших легких атомів, що ефективно розсіюють швидкі нейтрони. Вологий ґрунт або бетон товщиною 25-35 см послаблюють нейтронний потік у 10 разів, товщиною у півметра — майже в 100 раз.
Після отримання інформації про розробку нейтронних зарядів почали розроблятися і методи захисту від них. Було розроблено нові типи броні, що здатні захистити екіпажі та техніку від нейтронів. Наприклад, у броню додають листи із вмістом бору, який є дуже добрим поглиначем нейтронів. Броня американського танку М1 «Абрамс» містить для цього збіднений уран (зі значно зниженим вмістом ізотопів 235U та 233U), який фактично є відходом ядерного виробництва. У американській броньованій бойовій машині M2 «Бредлі» для захисту від нейтронів проміжок між зовнішньою стальною бронею та внутрішньою алюмінієвою конструкцією заповнено шаром пінополіуретану, що містить водень і активно взаємодіє з нейтронами.
Крім того, склад броні добирається таким чином, щоб вона не містила елементів, які під дією нейтронного опромінення створюватимуть значну наведену радіоактивність.